# إيك دوارتي
إيكي دوارتي أوليفيرا (بالإنجليزية: Eike Duarte Oliveira)‏، من مواليد 17 فبراير 1997 في ريو دي جانيرو، هو ممثل ومغني برازيلي.
في حياته الشخصية، واعد زميلته الممثلة جوليا كوستا من عام 2012 إلى عام 2015 ومنذ ذلك الحين لم يتخذ أي علاقة جدية أخرى.

## روابط خارجية
- إيك دوارتي على موقع IMDb (الإنجليزية)
- إيك دوارتي على موقع روتن توميتوز (الإنجليزية)
- إيك دوارتي على موقع قاعدة بيانات الفيلم (الإنجليزية)